# Coahuila
Coahuila è un stato federato messicano di 2 954 915 abitanti.
Il Coahuila (più propriamente Coahuila de Zaragoza) è uno dei trentuno stati del Messico situato nella parte settentrionale del paese al confine con il Texas, Stati Uniti. Confina inoltre a oriente con lo stato del Nuevo León, a sud con San Luis Potosí e Zacatecas e a occidente con Durango e Chihuahua.
Gran parte dello stato è occupato dal deserto di Chihuahua, mentre la Sierra Madre Oriental ne delimita il confine orientale.
Comprende 38 comuni. Le due più importanti sono Saltillo e Torreón.

## Società

### Evoluzione demografica
Abitanti censiti (in migliaia)

### Suddivisione amministrativa
Lo stato di Coahuila è suddiviso in 38 comuni (Municipalidades)
| Codice INEGI | Municipio           | Capoluogo municipale       | Data di creazione | Popolazione (2010) | Area (km²) |
| ------------ | ------------------- | -------------------------- | ----------------- | ------------------ | ---------- |
| 001          | Abasolo             | Abasolo                    | 1827              | 1.070              | 742,99     |
| 002          | Acuña               | Ciudad Acuña               | 1890              | 147.809            | 11467,84   |
| 003          | Allende             | Allende                    | 1827              | 22.654             | 251,55     |
| 004          | Arteaga             | Arteaga                    | 1866              | 23.271             | 1648,96    |
| 005          | Candela             | Candela                    | 1890              | 1.808              | 2120,04    |
| 006          | Castaños            | Castaños                   | 1916              | 28.068             | 3341,55    |
| 007          | Cuatrociénegas      | Cuatrociénegas de Carranza | 1827              | 13.013             | 10669,80   |
| 008          | Escobedo            | Escobedo                   | 1905              | 2.901              | 1025,78    |
| 009          | Francisco I. Madero | Francisco I. Madero        | 1936              | 58.360             | 2764,57    |
| 010          | Frontera            | Ciudad Frontera            | 1927              | 80.991             | 456,22     |
| 011          | General Cepeda      | General Cepeda             | 1892              | 11.682             | 2641,80    |
| 012          | Guerrero            | Guerrero                   | 1827              | 2.091              | 2927,49    |
| 013          | Hidalgo             | Hidalgo                    | 1886              | 1.852              | 1129,51    |
| 014          | Jiménez             | Jiménez                    | 1875              | 9.935              | 2200,98    |
| 015          | Juárez              | Juárez                     | 1874              | 1.599              | 2458,15    |
| 016          | Lamadrid            | Lamadrid                   | 1912              | 1.835              | 673,50     |
| 017          | Matamoros           | Matamoros de la Laguna     | 1864              | 108.950            | 806,17     |
| 018          | Monclova            | Monclova                   | 1827              | 231.107            | 1251,32    |
| 019          | Morelos             | Morelos                    | 1827              | 8.207              | 639,49     |
| 020          | Múzquiz             | Santa Rosa de Múzquiz      | 1832              | 69.102             | 8289,58    |
| 021          | Nadadores           | Nadadores                  | 1866              | 6.335              | 716,68     |
| 022          | Nava                | Nava                       | 1827              | 30.698             | 908,10     |
| 023          | Ocampo              | Ocampo                     | 1890              | 10.991             | 26053,42   |
| 024          | Parras              | Parras de la Fuente        | 1827              | 44.799             | 10523,86   |
| 025          | Piedras Negras      | Piedras Negras             | 1850              | 163.595            | 474,56     |
| 026          | Progreso            | Progreso                   | 1878              | 3.473              | 2886,87    |
| 027          | Ramos Arizpe        | Ramos Arizpe               | 1850              | 92.828             | 6769,52    |
| 028          | Sabinas             | Sabinas                    | 1906              | 63.522             | 1976,35    |
| 029          | Sacramento          | Sacramento                 | 1862              | 2.314              | 289,62     |
| 030          | Saltillo            | Saltillo                   | 1827              | 807.537            | 5652,98    |
| 031          | San Buenaventura    | San Buenaventura           | 1827              | 23.587             | 6444,62    |
| 032          | San Juan de Sabinas | Nueva Rosita               | 1869              | 43.232             | 803,04     |
| 033          | San Pedro           | San Pedro de las Colonias  | 1873              | 106.142            | 7174,48    |
| 034          | Sierra Mojada       | Sierra Mojada              | 1869              | 6.375              | 7920.54    |
| 035          | Torreón             | Torreón                    | 1893              | 679.288            | 1255,98    |
| 036          | Viesca              | Viesca                     | 1830              | 21.549             | 4409,96    |
| 037          | Villa Unión         | Villa Unión                | 1927              | 6.289              | 1855,48    |
| 038          | Zaragoza            | Zaragoza                   | 1827              | 12.702             | 7939,19    |